# Golf van Guayaquil
De Golf van Guayaquil is een zee en de grootste baai van Zuid-Amerika, gelegen in de Stille Oceaan. De baai is vernoemd naar de Ecuadoriaanse stad Guayaquil, de grootste stad in de regio.
De uitersten zijn vastgesteld op Punta Carnero (Santa Elena) in Ecuador en Cabo Blanco (Talara) in Peru, wat neerkomt op een afstand van 230 km. De diepte varieert van 65 meter ten zuidwesten van het eiland Santa Clara en 95 meter ten noordwesten ervan tot 14 en 3 meter voor Guayaquil. De zee gaat zeer geleidelijk over in strand. Het einde van de zee en dus het waterige begin van het strand is over het algemeen moerassig.

## Rivieren
De golf wordt gevoed door diverse rivieren uit zowel Ecuador als Peru: de Guayas, de Jubones, de Zarumilla en de Tumbes. 

## Eilanden
In de Golf van Guayaquil liggen verschillende eilandjes en mini-eilandjes. Aan de Ecuadoraanse kant ontmoeten ze elkaar. Het eiland Puná, dat de Spanjaarden in de 16e eeuw Santiago noemden, is het grootste met 920 km².
Het eiland Santa Clara, ook wel Isla del Muerto (dodeneiland) of Isla del Amortajado (eiland der verhulling) genoemd, bevindt zich op 10 km ervandaan.
In de zoutwatermonding, die de stad Guayaquil doorkruist, ligt het Trinitaria-eiland, naast de eilanden Santa Ana, Bellavista en Escalante.
In de Guayas liggen volgende eilanden: Sabana Grande en Chica, Chupadores, Verde, Matorrillos, Mondragón, De los Ingleses, Malabrigo, Masa en het tegenover Guayaquil gelegen eiland Santay.
Aan Peruaanse zijde bevinden zich onder meer de eilanden Correa, Matapalo en Correa.